# Giorgio Guglielmo di Hannover (1880)
Giorgio Guglielmo di Hannover (nome completo Georg Wilhelm Christian Albert Edward Alexander Friedrich Ernst Waldemar Adolf Prinz von Hannover; Gmunden, 28 ottobre 1880 – Näckel, 20 maggio 1912) è stato un principe tedesco.

## Biografia
Era il figlio maggiore di Ernesto Augusto di Hannover (1845-1923) e della principessa Thyra di Danimarca (1853-1933), figlia più giovane di Cristiano IX di Danimarca e di Luisa d'Assia-Kassel. Giorgio Guglielmo era un pro-pro-nipote di Giorgio III del Regno Unito. In famiglia era chiamato "Plumpy".
Servì come capitano del 42º Reggimento d'Austria.
Il principe morì in un incidente d'auto, il 20 maggio 1912, a Näckel, in Germania. Era al volante della sua auto diretto in Danimarca per partecipare al funerale di suo zio, Federico VIII di Danimarca.

## Titoli e stili
- 28 ottobre 1880-20 maggio 1912: Sua Altezza Reale il Principe Giorgio Guglielmo di Hannover e Cumberland, Principe di Gran Bretagna e Irlanda, duca di Brunswick-Lüneburg

## Ascendenza
|                                     |                                                                |                                                      | Genitori                                    |  |  | Nonni |  |  | Bisnonni                      |  |  | Trisnonni                 |  |
|                                     |                                                                |                                                      |                                             |  |  |       |  |  | Ernesto Augusto I di Hannover |  |  | Giorgio III d'Inghilterra |  |
|                                     |                                                                |                                                      |                                             |  |  |       |  |  | Ernesto Augusto I di Hannover |  |  | Giorgio III d'Inghilterra |  |
|                                     |                                                                | Carlotta di Meclemburgo-Strelitz                     |                                             |  |  |       |  |  | Ernesto Augusto I di Hannover |  |  |                           |  |
| Giorgio V di Hannover               |                                                                |                                                      |                                             |  |  |       |  |  | Ernesto Augusto I di Hannover |  |  |                           |  |
|                                     |                                                                | Federica di Meclemburgo-Strelitz                     | Carlo II di Meclemburgo-Strelitz            |  |  |       |  |  |                               |  |  |                           |  |
|                                     |                                                                | Federica di Meclemburgo-Strelitz                     | Carlo II di Meclemburgo-Strelitz            |  |  |       |  |  |                               |  |  |                           |  |
|                                     |                                                                | Federica di Meclemburgo-Strelitz                     | Federica Carolina Luisa d'Assia-Darmstadt   |  |  |       |  |  |                               |  |  |                           |  |
| Ernesto Augusto, duca di Cumberland |                                                                | Federica di Meclemburgo-Strelitz                     |                                             |  |  |       |  |  |                               |  |  |                           |  |
|                                     |                                                                | Giuseppe di Sassonia-Altenburg                       | Federico di Sassonia-Altenburg              |  |  |       |  |  |                               |  |  |                           |  |
|                                     |                                                                | Giuseppe di Sassonia-Altenburg                       | Federico di Sassonia-Altenburg              |  |  |       |  |  |                               |  |  |                           |  |
|                                     |                                                                | Giuseppe di Sassonia-Altenburg                       | Carlotta di Meclemburgo-Strelitz            |  |  |       |  |  |                               |  |  |                           |  |
| Maria di Sassonia-Altenburg         |                                                                | Giuseppe di Sassonia-Altenburg                       |                                             |  |  |       |  |  |                               |  |  |                           |  |
|                                     |                                                                | Amalia di Württemberg                                | Ludovico Federico Alessandro di Württemberg |  |  |       |  |  |                               |  |  |                           |  |
|                                     |                                                                | Amalia di Württemberg                                | Ludovico Federico Alessandro di Württemberg |  |  |       |  |  |                               |  |  |                           |  |
|                                     |                                                                | Amalia di Württemberg                                | Enrichetta di Nassau-Weilburg               |  |  |       |  |  |                               |  |  |                           |  |
| Giorgio Guglielmo di Hannover       |                                                                | Amalia di Württemberg                                |                                             |  |  |       |  |  |                               |  |  |                           |  |
|                                     | Federico Guglielmo di Schleswig-Holstein-Sonderburg-Glücksburg | Federico Carlo di Schleswig-Holstein-Sonderburg-Beck |                                             |  |  |       |  |  |                               |  |  |                           |  |
|                                     | Federico Guglielmo di Schleswig-Holstein-Sonderburg-Glücksburg | Federico Carlo di Schleswig-Holstein-Sonderburg-Beck |                                             |  |  |       |  |  |                               |  |  |                           |  |
|                                     | Federico Guglielmo di Schleswig-Holstein-Sonderburg-Glücksburg | Federica di Schlieben                                |                                             |  |  |       |  |  |                               |  |  |                           |  |
| Cristiano IX di Danimarca           | Federico Guglielmo di Schleswig-Holstein-Sonderburg-Glücksburg |                                                      |                                             |  |  |       |  |  |                               |  |  |                           |  |
|                                     |                                                                | Luisa Carolina d'Assia-Kassel                        | Carlo d'Assia-Kassel                        |  |  |       |  |  |                               |  |  |                           |  |
|                                     |                                                                | Luisa Carolina d'Assia-Kassel                        | Carlo d'Assia-Kassel                        |  |  |       |  |  |                               |  |  |                           |  |
|                                     |                                                                | Luisa Carolina d'Assia-Kassel                        | Luisa di Danimarca                          |  |  |       |  |  |                               |  |  |                           |  |
| Thyra di Danimarca                  |                                                                | Luisa Carolina d'Assia-Kassel                        |                                             |  |  |       |  |  |                               |  |  |                           |  |
|                                     |                                                                | Guglielmo d'Assia-Kassel                             | Federico d'Assia-Kassel                     |  |  |       |  |  |                               |  |  |                           |  |
|                                     |                                                                | Guglielmo d'Assia-Kassel                             | Federico d'Assia-Kassel                     |  |  |       |  |  |                               |  |  |                           |  |
|                                     |                                                                | Guglielmo d'Assia-Kassel                             | Carolina Polissena di Nassau-Usingen        |  |  |       |  |  |                               |  |  |                           |  |
| Luisa d'Assia-Kassel                |                                                                | Guglielmo d'Assia-Kassel                             |                                             |  |  |       |  |  |                               |  |  |                           |  |
|                                     |                                                                | Luisa Carlotta di Danimarca                          | Federico di Danimarca                       |  |  |       |  |  |                               |  |  |                           |  |
|                                     |                                                                | Luisa Carlotta di Danimarca                          | Federico di Danimarca                       |  |  |       |  |  |                               |  |  |                           |  |
|                                     |                                                                | Luisa Carlotta di Danimarca                          | Sofia Federica di Meclemburgo-Schwerin      |  |  |       |  |  |                               |  |  |                           |  |
|                                     |                                                                | Luisa Carlotta di Danimarca                          |                                             |  |  |       |  |  |                               |  |  |                           |  |